# Alocoderus baleensis
Alocoderus baleensis är en skalbaggsart som beskrevs av Bordat 2005. Alocoderus baleensis ingår i släktet Alocoderus och familjen Aphodiidae. Inga underarter finns listade i Catalogue of Life.